# NGC 343
NGC 343 là một cặp thiên hà tương tác trong chòm sao Kình Ngư. NGC 343 được phát hiện vào năm 1886 bởi Frank Muller. Thiên hà được Dreyer mô tả là "rất mờ nhạt, nhỏ, không tròn đều, đột ngột sáng trung tâm (gần giống một ngôi sao?)."